# IAE V2500
IAE V2500 je dvouhřídelový dvouproudový motor s vysokým obtokovým poměrem, který slouží jako pohonná jednotka pro letouny serie Airbus A320 (A320, A321, A319 atd.), dále McDonnell Douglas MD-90 a Embraer KC-390.
International Aero Engines je konsorcium, za kterým stojí čtyři výrobci leteckých motorů. Vzniklo v roce 1983 za účelem výroby motoru. Certifikát FAA pro model V2500 byl udělen v roce 1988.
Firma Rolls-Royce vyvíjela vysokotlaký kompresor na zvětšené osmistupňové testovací verzi RC34B. Pratt & Whitney vyvíjela dvoustupňovou vyskotlakou tubínu, Japanese Aero Engine Corporation se podílela na nízkotlakém kompresoru a MTU je odpovědná za pětistupňovou nízkotlakou turbnínu.

## Specifikace

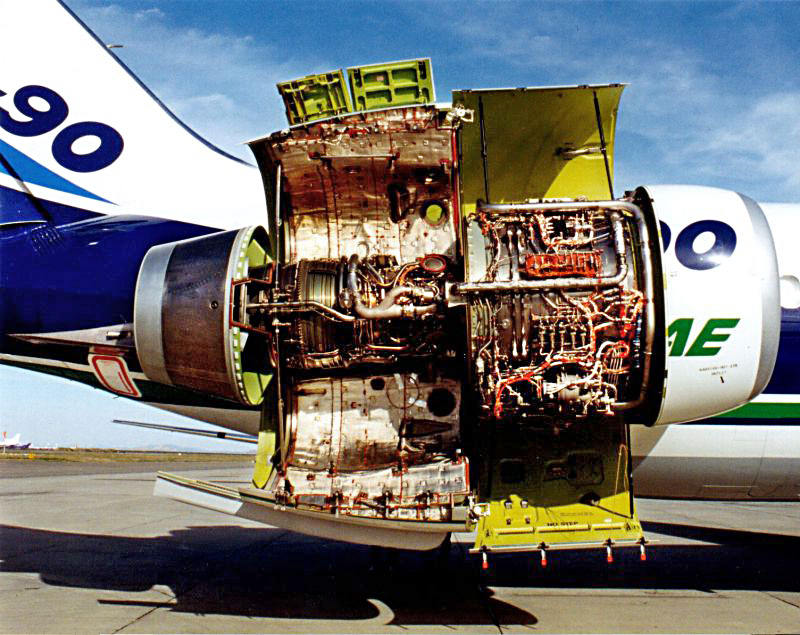
Motor V2528-D5 na letounu MD-90-30 na letišti Mojave

| Typ      | Počátek výroby | Tah (kN) | Tah (lbf) | Hmotnost (kg) | Poměr Tah/Hmotnost | Obtokový poměr | Kompresní poměr | Průměr dmychadla | Celková délka | Typ letounu                         |
| -------- | -------------- | -------- | --------- | ------------- | ------------------ | -------------- | --------------- | ---------------- | ------------- | ----------------------------------- |
| V2500-A1 | 1989           | 110,31   | 25 000    | 2 327         | 4,83               | 5,4:1          | 35,8:1          | 62.5in (1.587m)  | 126in (3,2m)  | Airbus A320-231                     |
| V2527-A5 | 1993           | 118,32   | 26 600    | 2 359         | 5,11               | 4,8:1          | 32,8:1          | 63.5in (1,613m)  | 126in (3,2m)  | Airbus A319-133, A320-232, A320-233 |
| V2530-A5 | 1993           | 130,55   | 29 350    | 2 359         | 5,64               | 4,6:1          | 36,2:1          | 63.5in (1,613m)  | 126in (3,2m)  | Airbus A321-131, A321-232           |
| V2525-D5 | 1995           | 111,21   | 25 000    | 2 484         | 4,57               | 4,8:1          | 34,5:1          | 63.5in (1,613m)  | 126in (3,2m)  | McDonnell Douglas MD-90             |
| V2528-D5 | 1995           | 124,55   | 28,000    | 2 484         | 5,11               | 4,7:1          | 35,2:1          | 63.5in (1,613m)  | 126in (3,2m)  | McDonnell Douglas MD-90             |
| V2522-A5 | 1997           | 102,49   | 23 000    | 2 359         | 4,43               | 4,9:1          | 32,8:1          | 63.5in (1,613m)  | 126in (3,2m)  | Airbus A319-131                     |
| V2524-A5 | 1997           | 108,89   | 24 800    | 2 359         | 4,71               | 4,9:1          | 32,8:1          | 63.5in (1,613m)  | 126in (3,2m)  | Airbus A319-132                     |
| V2533-A5 | 1997           | 150      | 33 000    | 2 359         | 5,75               | 4,5:1          | 35,2:1          | 63.5in (1,613m)  | 126in (3,2m)  | Airbus A321-231                     |
| V2531-E5 | 2014           | 139,4    | 31 330    | 2 484         | 5,72               | 4,6:1          | 36,2:1          | 63.5in (1,613m)  | 126in (3,2m)  | Embraer KC-390                      |